# مجتمع حديثي الولادة
جمعية الأطفال حديثي الولادة هي جمعية علمية تأسست في المملكة المتحدة في عام 1959 لتعزيز علوم حديثي الولادة. وهي تتألف من كل من العلماء والأطباء العاملين في مجال الجنين والوليد.
هوارد كلارك هو رئيس المنظمة. من بين الرؤساء السابقين مورين يونغ.
يتم إيداع أرشيفات المنظمة في مكتبة ويلكوم.